# Huracán Amanda
El huracán Amanda fue el ciclón tropical más fuerte del Pacífico oriental jamás registrado en el mes de mayo. La primera tormenta nombrada, huracán y huracán mayor de la temporada de huracanes del Pacífico de 2014, Amanda se originó a partir de una onda tropical que había ingresado al Pacífico oriental el 16 de mayo. Se produjo un desarrollo lento mientras avanzaba hacia el oeste, y el desarrollo en una depresión tropical ocurrió el 22 de mayo La depresión se fortaleció más tarde y se convirtió en tormenta tropical el 23 de mayo. En condiciones muy favorables, Amanda se intensificó rápidamente el 23 de mayo, alcanzando su rápida intensificación el 25 de mayo como un huracán de categoría 4 de alta gama. Después, se produjo un debilitamiento constante debido a surgencia bajo la tormenta, y Amanda cayó por debajo de la intensidad de los huracanes el 26 de mayo. Se produjo un debilitamiento rápido y el ciclón finalmente se disipó el 29 de mayo.
El ciclón tropical no impactó directamente las masas de tierra, sin embargo tuvo impactos indirectos a lo largo de la costa de México. Fuertes lluvias causaron inundaciones en las ciudades de Guerrero y Manzanillo, México, lo que resultó en dos fallecimientos. Un tercero ocurrió después de que un árbol cayó sobre un automóvil en Acapulco. También se reportaron deslizamientos de tierra y olas altas a lo largo de la costa mexicana, causando daños menores.

## Historia meteorológica
Un área de baja presión fue observada en la costa sur-suroeste de México a mediados de mayo. Después de que la convección profunda se organizara, a las 21:00 UTC del 22 de mayo el Centro Nacional de Huracanes comenzó a emitir avisos anunciando el seguimiento de la depresión tropical Uno-E, cuando se localizaba a 1020 km al sur-suroeste de Manzanillo, México. La mañana del 23 de mayo, fue declarada como la tormenta tropical Amanda. Durante las primeras horas del 24 de mayo, el Amanda comenzó a mostrar un nublado denso central bien definido, así como un aumento de sus bandas convectivas externas, y seis horas después se convirtió en el primer huracán categoría uno de la temporada, ubicándose a 1035 km al sur-suroeste de Manzanillo. A las 20:00 UTC de ese día, el Amanda alcanzó vientos sostenidos de 185 km/h, convirtiéndose en huracán categoría tres, el primer huracán mayor de la temporada. A las 09:00 UTC del 25 de mayo, el Amanda fue catalogado como huracán categoría cuatro y seis horas después alcanzó su pico máximo de intensidad con una presión mínima de 932 hPa, vientos máximos de 250 km/h y rachas de hasta 270 km/h, cuando se localizaba a 1240 km al sur de la punta sur de la península de Baja California. Luego de alcanzar su pico de intensidad, una cizalladura vertical de viento, aire seco y una surgencia causaron el debilitamiento del ciclón. Sin embargo, durante la tarde del 27 de mayo, el Amanda reintensificó brevemente a categoría tres y nuevamente su ojo volvió a parecer en las imágenes de satélite, El sistema se debilitó a categoría dos por segunda vez mientras se ubicaba a 920 kilómetros al sur-suroeste de la punta sur de la península de Baja California. El 28 de mayo, el Amanda se debilitó a tormenta tropical y luego a depresión tropical el siguiente día. A las 21:00 UTC del 29 de mayo, la depresión degeneró en un área de baja presión no convectiva.

## Impactos y récords
Mientras Amanda se encontraba en su pico de intensidad, sus bandas nubosas afectaron principalmente a los estados del occidente y sur de México, en donde las fuertes lluvias registradas entre el 25 y 28 de mayo provocaron la muerte de tres personas, dos mujeres que fueron arrastradas por una corriente en Zitácuaro, Michoacán, y otra persona en un accidente automovilístico en la Carretera Federal 200 (Acapulco - Pinotepa), en el estado de Guerrero. Las lluvias también provocaron afectaciones en el estado de Colima, entidad que reportó un deslave menor en la autopista Colima - Manzanillo, en el tramo conocido como La Salada, por lo que fue cerrado un carril a la circulación termporalmente.
El 25 de mayo, Amanda se convirtió en el segundo huracán mayor del Pacífico oriental registrado, detrás del huracán Bud de la temporada de 2012. Más tarde ese día, también se convirtió en el ciclón tropical más fuerte de mayo en la cuenca del Pacífico oriental en la era de los satélites, eclipsando el récord anterior establecido por el huracán Adolfo en 2001, que tuvo vientos máximos de 145 mph (230 km/h).